# KZ-Außenlager Dyhernfurth
Die beiden KZ-Außenlager Dyhernfurth I und II (seit 1945 Brzeg Dolny) in Niederschlesien waren Außenlager des KZ Groß-Rosen und existierten von Mitte 1943 bis zum 26. Januar 1945. In den Lagern waren mindestens 3.000 Zwangsarbeiter inhaftiert, die für die Anorgana GmbH im Auftrag der I.G. Farben streng geheim vorwiegend den chemischen Kampfstoff Tabun herstellten, zum geringeren Teil auch Sarin, mit denen Fliegerbomben und Artilleriegranaten befüllt wurden. Den deutschen Truppen gelang es nach der Befreiung durch die Rote Armee, die Kampfstoffe in die Oder zu leiten und die Unterlagen zu beseitigen. Heute befindet sich auf dem Gelände eine der größten polnischen Chemiefabriken.

## Geschichte des Lagers

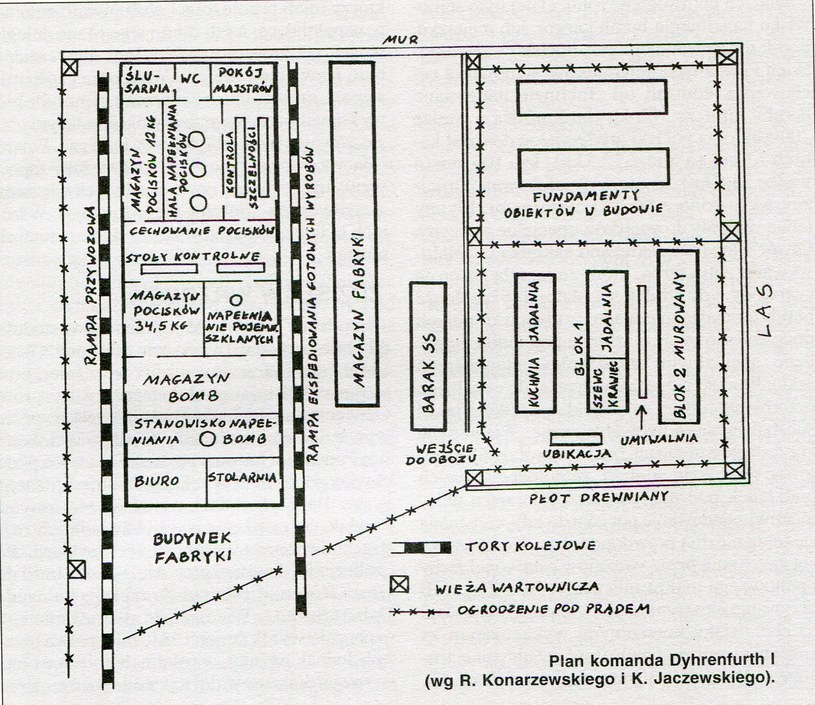
Plan von Dyhernfurth I

### Entstehung
Die Anfänge der Arbeitslager gehen auf das Jahr 1939 zurück, als in Leipzig die Planungen für eine geheime Fabrik für Kampfchemikalien begannen, die zwischen 1940 und 1941 abgeschlossen wurden. Besitzer der Anlage war die I.G. Farben, und die Produktion lief zur Verschleierung über die Firma Anorgana GmbH. Die Bauarbeiten begannen 1943 unter Beteiligung von fast zwanzig Unternehmen aus ganz Deutschland. Hauptauftragnehmer war die Luranil Baugesellschaft GmbH aus Ludwigshafen. In der errichteten Anorgana-Anlage wurden die chemischen Kampfstoffe Tabun und Sarin hergestellt, mit denen Fliegerbomben und Artilleriegranaten befüllt wurden. Der erste Gefangenentransport traf Mitte 1943 ein und bestand aus 37 gefangenen Deutschen, Russen, Tschechen und Polen.
Nach Kriegsbeginn stieg der Bedarf an Waffen weiter an, und die beiden Außenlager wurden ausgebaut. Trotz Anweisung des Rüstungsministeriums, die Herstellung im Dezember 1944 zu beenden, soll noch bis kurz vor dem Vorrücken sowjetischer Truppen im Februar 1945 weitergearbeitet worden sein. Insgesamt sollen in Dyhernfurth von den bestellten 58.000 Tonnen Tabun nur 11.980 Tonnen produziert worden sein.

### Geheime Giftgasproduktion
Die Gefangenen erhielten in ihren Papieren den Vermerk „RU“ (Rückkehr unerwünscht), wurden deshalb als „Minderwertige“ behandelt und auf Kosten ihres Lebens zur Wahrung der Geheimhaltung der Giftgasproduktion eingesetzt. Nur ausgewählte Zwangsarbeiter und der Lagerführer hatten Zugang zu den Produktionshallen. Die SS-Wachmannschaften mussten sich zur Wahrung der zum Staatsgeheimnis erklärten Produktion schriftlich verpflichten und durften die Arbeiter während der Produktion nicht beobachten. Sie hatten nur die Tore für die Transportzüge zu öffnen und zu schließen. Während des Be- und Entladens der Güter wurden Vorhänge zugezogen, damit die SS-Männer auf den Wachtürmen nicht sehen konnten, was vor sich ging. Andere Fabriken, die vom Lagergelände aus sichtbar waren, wurden mit Tarnnetzen abgedeckt, vor den wichtigsten Gebäuden standen Fässer mit einem Schwefel-Phosphor-Gemisch, um im Bedarfsfall eine Rauchwand als Sichtschutz zu erzeugen. Die gesamte Tagesproduktion aller chemischen Kampfstoffe betrug 1944 etwa 17 Tonnen.

### Dyhernfurth I
Dieses Außenlager befand sich auf dem Gelände einer Fabrik und bestand aus drei Baracken, in denen etwa 150–200 Zwangsarbeiter untergebracht waren.
Die Inhaftierten arbeiteten in einem hermetisch abgeriegelten Fabrikgebäude, zu dem unterirdische Kanäle mit dem Giftgas Tabun führten. Die Räume wurden durch hohe Schornsteine belüftet. Das Gebäude war in verschiedene Räume unterteilt, die einer bestimmten Produktionstätigkeit zugeordnet waren, wie etwa die Schreinerei und die Bombenfüllstation. Einige der Arbeiter hatten keine Masken, und selbst diejenigen, die welche hatten, litten unter tränenden und eitrigen Augen, teilweiser Erblindung, Kopfschmerzen oder Hautschwellungen. Im gesamten Lager herrschte ein ständiger Gasgeruch, der die Gesundheit der Gefangenen gefährdete. In einigen Fällen kam es auch zu Sabotageaktionen durch die Zwangsarbeiter.
Nach dem Bericht eines Inhaftierten wurden in regelmäßigen Abständen Experimente im Untergrund durchgeführt. Jeder Gefangene wurde in einen Glaskäfig, dem sogenannte „Vakuum“, gesperrt. In diesen wurde für eine Sekunde Giftgas eingelassen und die Reaktionen des Opfers beobachtet. Nicht alle überlebten dieses Experiment. Die Bewusstlosen wurden aus dem Käfig geholt und erhielten dann eine tödliche Injektion.

### Dyhernfurth II
Ein zweites Außenlager wurde Mitte 1943 etwa einen Kilometer von der Fabrik entfernt errichtet und im Unterschied zu Dyhernfurth I ein Lager mit völlig unzureichenden Lebensbedingungen und sehr hoher Todesrate.
Die Unterkünfte der Häftlinge nannte die SS zynisch „Elfenheim“, weil die Bewohner Elfen gleich ankamen und als Opfer der lebensgefährlichen Arbeitsbedingungen bereits nach kurzer Zeit wieder „verschwanden“.
Etwa 3.000 Polen, Russen und Juden waren dort inhaftiert. Die Gefangenen waren vorwiegend Männer, aber manchmal wurden auch Kinder und Jugendliche eingeliefert. Die Bedingungen für die Häftlinge waren viel schlechter als im Lager Dyhernfurth I, denn sie mussten härtere körperliche Arbeit verrichten, waren erhöhten Grausamkeiten der Lagerwachen ausgesetzt und bekamen nur geringe Essensrationen (etwa 1.000 Kalorien pro Tag). Einem Zeugen zufolge starben 2.000 ungarische Juden, die mit einem Transport gebracht wurden, innerhalb von drei Wochen. Die kranken oder unterernährten Gefangenen wurden in die Gaskammern von Groß-Rosen deportiert.
Die Zwangsarbeiter beider Lager durften keinen Kontakt zur Außenwelt aufnehmen und waren auch untereinander isoliert.

### Todesmarsch, versuchte Sprengung und Befreiung
Die Lagerinsassen wurden beim Näherrücken der Roten Armee ab dem 24. Januar 1945 in einem Todesmarsch in das Zentrallager Groß-Rosen deportiert, an dem 3.000 Inhaftierte teilnehmen mussten; die Kranken wurden auf einer Bahnbrücke über die Oder erschossen. Nur jeder Dritte Gefangene überlebte den Marsch.
Die Fabrik wurde am 26. Januar 1945 kampflos vom 27. Korps der 13. Roten Armee in der Niederschlesischen Operation besetzt. Die Deutschen Truppen zogen sich fluchtartig zurück und zerstörten die Fähre und die Eisenbahnbrücke über die Oder. Die gesamte Produktion verblieb auf dem Gelände, einschließlich der technischen Dokumentation. Den sowjetischen Truppen war jedoch nicht bewusst, dass es sich um eine Giftgasfabrik handelte und zogen weiter nach Trzebnica. Am 5. Februar gelang der deutschen Kampfgruppe Sachsenheimer ein Gegenangriff, bei dem ein etwa zwei Kilometer langer Brückenkopf erobert wurde. Dieser sollte solange gehalten werden, bis die Chemiker die in den unterirdischen Fässern gelagerten Nervengase durch eine firmeneigene Pipeline in die Oder abgeleitet hatten, wo es zersetzt und neutralisiert werden sollte, um chemische Analysen durch die Sowjets zu verhindern. Vorräte und Rohstoffe sollten vernichtet werden und Pioniere die wichtigsten Anlagen sprengen. Am Nachmittag des 5. Februar 1945 hatten die deutschen Truppen alle Fässer in die Oder entleert und Sprengladungen an betriebswichtigen Anlagen angebracht. Während dieser Arbeiten platzte ein Ventil, weshalb etliche Pioniere und Techniker vom Gift stark kontaminiert wurden. Vor den sowjetischen Gegenangriffen mussten sich die deutschen Soldaten wieder zurückziehen; die Fabrikanlagen wurde daher nur gering beschädigt.

### Nachkriegszeit

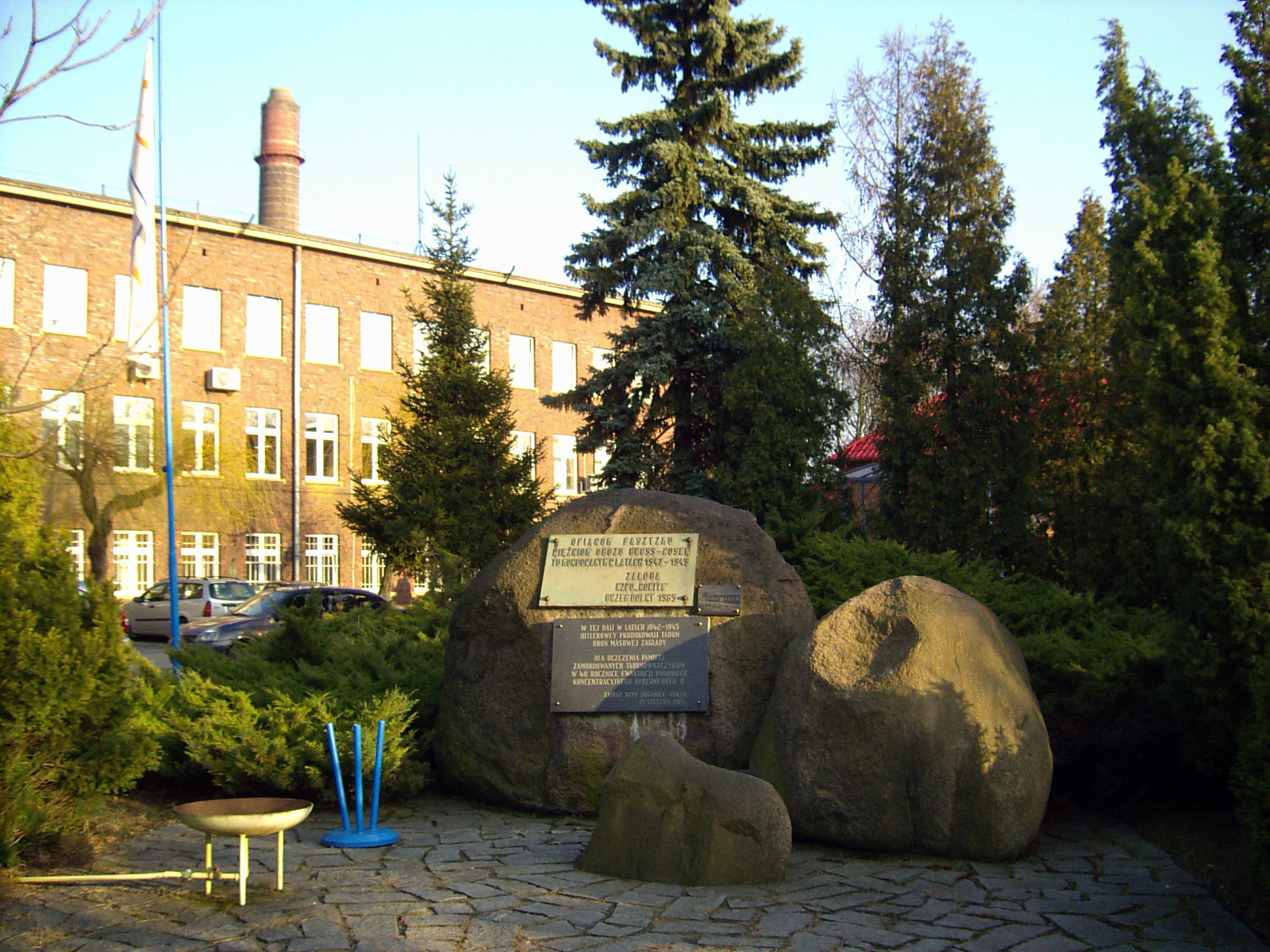
Mahnmal für die Opfer der KZ-Außenstelle des Lagers Groß-Rosen im Chemiewerk Rokita.

Die unbeschädigten Produktionsanlagen wurden demontiert und in die Sowjetunion transportiert. 1946 nahm das Werk die Produktion wieder auf, zunächst nur mit der Synthese des Desinfektions- und Bleichmittels Natriumhypochlorit. Ab 1947 entwickelte sich das Gelände unter der Bezeichnung PCC Rokita zu einem der größten polnischen Chemieunternehmen. Auf dem ehemaligen Lagergelände wurde eine Wohnsiedlung für die Mitarbeiter des Chemiewerks errichtet. Aufgrund der Kontamination des Bodens wurde die Siedlung in den 1970er Jahren aufgelassen.